# Janela (Cabo Verde)
Janela ou Pontinha da Janela (Crioulo cabo-verdiano, (escrito em ALUPEC): Jenéla) é uma aldeia do município do Paul a norte da ilha de Santo Antão, em Cabo Verde.
Janela foi casa de Antoninho Travadinha, um dos maiores músicos autodidactas de Cabo Verde
O clube de futebol de aldeia este União Desportiva (da) Janela, participando hoje em Primeira Divisão de Zona Norte de Santo Antão

## Pedra do Letreiro
Não longe de Janela, no leito de uma ribeira encontra-se a Pedra do Letreiro (também conhecida por Pedra Scrivida ou Pedra Scrivida) descrita por Gavin Menzies no controverso livro 1421 - O ano em que a China descobriu o mundo.